# Květná (nádraží)
Květná je železniční stanice ve stejnojmenné obci v okrese Svitavy v Pardubickém kraji. Leží v km 11,225 na neelektrizované jednokolejné trati Svitavy – Žďárec u Skutče mezi stanicemi Polička a Svitavy.

## Historie
Provoz stanice byl zahájen v roce 1896, tedy v úseku Svitavy–Polička. Do roku 1945 nesla název Blumenau. V letech 2008–2010 byla trať rekonstruována.

## Popis
Stanice je dálkově řízena ze Svitav. Dopravní kolej č.1 je 310 m dlouhá a dopravní kolej č. 3 je dlouhá 366 m. Nástupiště je dlouhé 70 m u koleje č. 1 a č. 3. Kolej č. 2 je manipulační.
V čekárně výpravní budovy bylo zřízeno muzeum věnované historii místní dráhy.